# Northwest Airlines

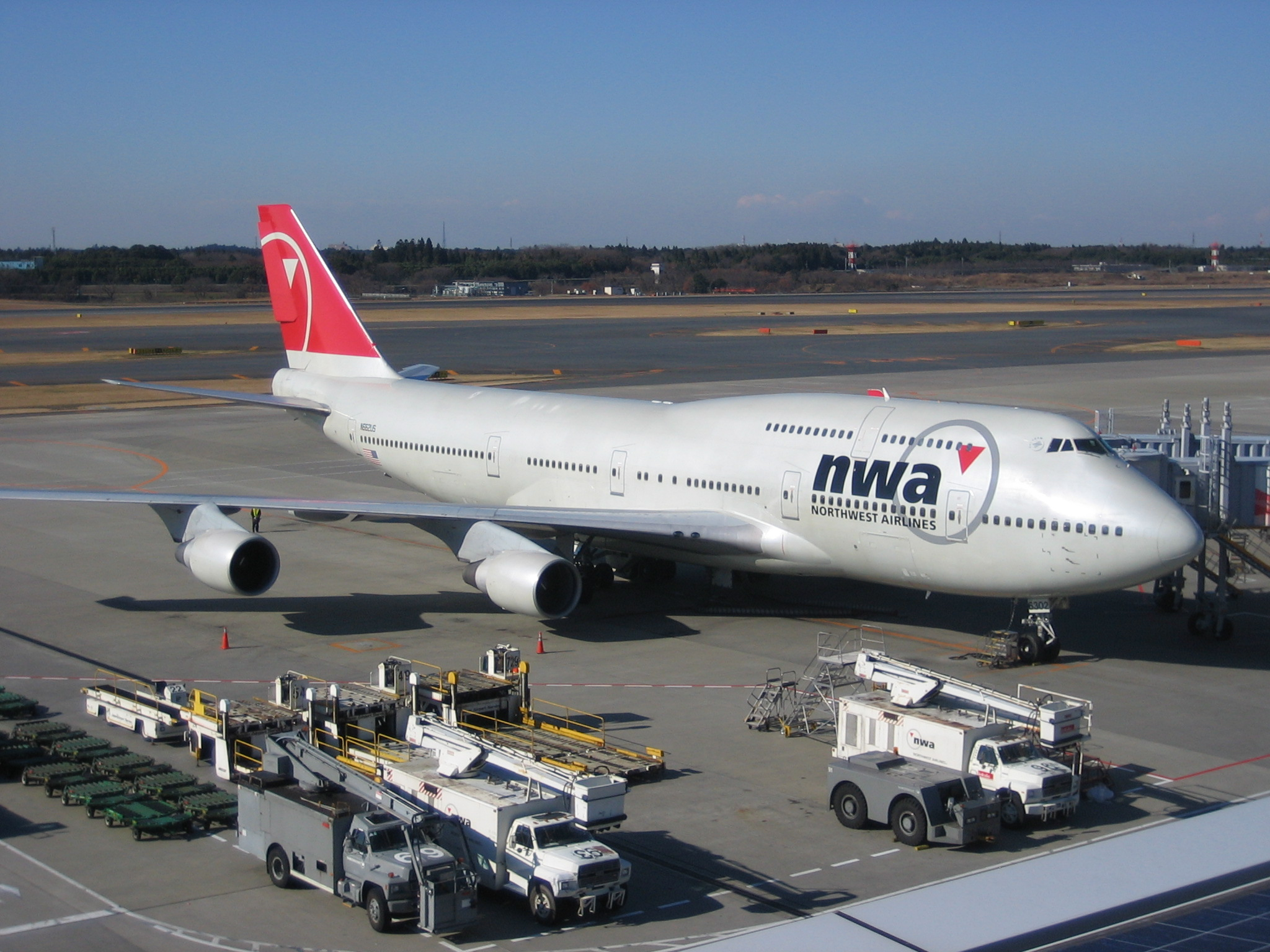
Boeing 747 de NWA

Northwest Airlines (Línies Aèries del nord-oest) (IATA: NW, OACI: NWA, i Callsign: NWA) és una aerolínia amb seu a Eagan, Minnesota, amb tres eixos majors als Estats Units: Detroit Aeroport Metropolità del Comtat de Wayne, Aeroport internacional de Minneapolis-St. Paul, i Aeroport internacional de Memphis. És la cinquena aerolínia més gran del món, amb més de 1.500 vols diaris. NWA opera també els vols d'un eix a Àsia a l'Aeroport Internacional de Narita (Tòquio) i opera també amb cooperació amb KLM a l'Aeroport de Schiphol (Amsterdam). És membre de l'aliança d'aerolínies SkyTeam.